# Condado de Hancock (Georgia)
El condado de Hancock (en inglés: Hancock County), fundado en 1793, es uno de 159 condados del estado estadounidense de Georgia. En el año 2007, el condado tenía una población de 9568 habitantes y una densidad poblacional de 8 personas por km². La sede del condado es Sparta.

## Geografía
Según la Oficina del Censo, el condado tiene un área total de 1240 km² (478,8 mi²), de la cual 1226 km² (473,4 mi²) es tierra y 14 km² (5,4 mi²) (1.14%) es agua.

### Condados adyacentes
- Condado de Taliaferro (norte)
- Condado de Warren (noreste)
- Condado de Glascock (este)
- Condado de Washington (sureste)
- Condado de Baldwin (suroeste)
- Condado de Putnam (oeste)
- Condado de Greene (noroeste)

## Demografía
Según el censo de 2000, los ingresos medios por hogar en el condado eran de $22 003, y los ingresos medios por familia eran $27 232. Los hombres tenían unos ingresos medios de $26 062 frente a los $19 328 para las mujeres. La renta per cápita para el condado era de $10 916 Alrededor del 29.40% de la población estaban por debajo del umbral de pobreza. El condado de Hancock es considerado el 55.º condado más pobre en el país basado en la renta per cápita.

## Transporte

### Principales carreteras
- Ruta Estatal 15
- Ruta Estatal 16
- Ruta Estatal 77

## Localidades
- Culverton
- Sparta